# Maria Trojanowska
Maria Trojanowska (ur. 23 listopada 1947 w Wojciechowie,  zm. 27 sierpnia 2019 w Lublinie) – polska historyk i archiwistka, nauczyciel akademicki, w latach 1991-1993 dyrektor Archiwum Państwowego w Lublinie.

## Życiorys
Absolwentka UMCS (1970), doktorat w 1975 na Uniwersytecie Śląskim w Katowicach. W latach 1970–1981 pracownik Wojewódzkiego Archiwum Państwowego w Lublinie. Od 1981 pracownik Sekcji Historii Katolickiego Uniwersytetu Lubelskiego Jana Pawła II (Katedra Historii Ustroju i Administracji Polski). W latach 1987–1990 kierownik Archiwum Uniwersyteckiego Katolickiego Uniwersytetu Lubelskiego. W latach 1991–1993 dyrektor Archiwum Państwowego w Lublinie. Następnie pracownik Naczelnej Dyrekcja Archiwów Państwowych. Zajmowała się: archiwistyką, dyplomatyką oraz sfragistyką. Za zasługi zawodowe i naukowe była odznaczona Brązowym Krzyżem Zasługi (1978), Złotym  Krzyżem Zasługi (2004), Medalem “Za Zasługi Dla Archiwistyki” (1979), Medalem 700-lecia miasta Lublina (2018).

## Wybrane publikacje
- Dokument miejski lubelski od XIV do XVIII wieku: studium dyplomatyczne, Warszawa: PWN 1977.
- Inwentarz archiwum miasta Lublina 1465-1810, Lublin - Warszawa: Naczelna Dyrekcja Archiwów Państwowych 1996.
- Katalog dokumentów miasta Lublina, jego jurydyk, cechów, kościołów i klasztorów 1317-1792, Lublin: Archiwum Państwowe w Lublinie - Warszawa: Naczelna Dyrekcja Archiwów Państwowych 1996.
- Archiwum Państwowe w Lublinie i jego oddziały w Chełmie, Kraśniku i Radzyniu Podlaskim: przewodnik po zasobie archiwalnym, t. 1, oprac. zbiorowe pod red. Franciszka Cieślaka i Marii Trojanowskiej, Lublin: Wydawnictwo Uniwersytetu Marii Curie-Skłodowskiej 1997.
- Katalog dokumentów różnej proweniencji miast, wsi, cechów, parafii, klasztorów i osób prywatnych 1397-1794, Lublin: Archiwum Państwowe w Lublinie - Warszawa: Naczelna Dyrekcja Archiwów Państwowych 1998.
- Chełmski Konsystorz Greckokatolicki (1525-) 1596-1875 (-1905): inwentarz analityczny archiwum, Warszawa: Naczelna Dyrekcja Archiwów Państwowych 2003.